# Elecciones al Parlamento Europeo de 1984 (Grecia)
En las elecciones al Parlamento Europeo de 1984 en Grecia, celebradas en junio, se escogió a los 24 representantes de dicho país para la segunda legislatura del Parlamento Europeo.

## Resultados
| Datos de participación | Datos de participación | Datos de participación |
| ---------------------- | ---------------------- | ---------------------- |
| Censo electoral        | 7.460.669              | 100%                   |
| Votantes               | 6.012.203              | 80,6                   |
| Abstención             | 1.448.466              | 19,4                   |
| A candidatura          | 5.956.588              |                        |

| ← Elecciones al Parlamento Europeo de 1984 →    |           |       |         |
| Partido                                         | Votos     | %     | Escaños |
| Movimiento Socialista Panhelénico (PASOK)       | 2.477.445 | 41,59 | 10      |
| Nueva Democracia (ND)                           | 2.266.088 | 38,04 | 9       |
| Partido Comunista de Grecia (KKE)               | 693.466   | 11,64 | 3       |
| Kommunistiko Komma Ellados - Esoterikou (KKE-E) | 203.671   | 3,42  | 1       |
| Unión Política Nacional (EPEN)                  | 136.623   | 2,29  | 1       |
| Partido Socialista Democrático (KODISO)         | 47.400    | 0,80  | 0       |
| CD (CD)                                         | 26.731    | 0,45  | 0       |
| Komma (Neo)Fileleftheron (KF)                   | 20.910    | 0,35  | 0       |
| EKKE (EKKE)                                     | 17.752    | 0,30  | 0       |
| Enosi - Dimokratiku - Kentru (EDIK)             | 16.865    | 0,28  | 0       |
| Partido Socialista Combatiente de Grecia (ASKE) | 10.311    | 0,17  | 0       |
| Komma Proodeftikon (KP)                         | 10.136    | 0,17  | 0       |
| E (E)                                           | 8.875     | 0,15  | 0       |
| ESPE (ESPE)                                     | 8.321     | 0,14  | 0       |
| Unión Política Nacional (EDE)                   | 6.382     | 0,11  | 0       |
| ENEK (ENEK)                                     | 5.612     | 0,09  | 0       |